# ミシェル・ジャジ
ミシェル・ジャジ（Michel Jazy、1936年6月13日 - 2024年2月1日）は、フランスの陸上競技選手。パ＝ド＝カレー県オワニー出身。ジャジは、1950年代から1960年代にかけて活躍したポーランド系フランス人の陸上競技選手である。この間ジャジは9つの世界記録と17のヨーロッパ記録。51ものフランス記録を樹立。1960年ローマオリンピックの銀メダルのほか、ヨーロッパ選手権でも2つの金メダル、1つの銅メダルを獲得した。

## 経歴
ジャジがその名をとどろかせるようになったのは、1953年に1000mでフランスの学生チャンピオンに輝いてからであった。20歳となった1956年にはメルボルンオリンピックに出場。しかし、決勝に進出することなく敗れている。1958年のヨーロッパ選手権では1500mに出場し10位という成績を残す。
2度目のオリンピックとなった1960年ローマオリンピックには1500mに出場。世界新記録で優勝したオーストラリアのハーブ・エリオットに敗れたものの、銀メダルを獲得した。
3度目のオリンピックとなった1964年東京オリンピックでは5000mに出場。優勝したアメリカのボブ・シュールから1秒以内に4人がゴールする激戦の中、ジャジは13分49秒8で、銅メダルを獲得したアメリカのウィリアム・デリンジャーと同タイムながら4位となり、惜しくもメダル獲得はならなかった。
1965年には1マイルと2マイルで世界新記録を樹立。最後のシーズンとなった1966年にはヨーロッパ選手権に出場し、5000mで金、1500mで銀メダルを獲得した。
2024年1月31日にダクスの病院に入院した後、2月1日に死去。87歳没。

## 世界記録
- 1000m　2:21.6 (1962年)
- 1500m　3:40.7 (1966年)
- 1マイル　3:53.6 (1965年)
- 2000m　5:01.5 (1962年)、4:56.2 (1966年)
- 3000m　7:49.2 (1962年)、7:49.0 (1965年)
- 2マイル　8:29.6 (1963年)、8:22.6 (1965年)

## 主な実績
| 年   | 大会                 | 場所                         | 種目  | 結果 | 記録      |
| ---- | -------------------- | ---------------------------- | ----- | ---- | --------- |
| 1960 | オリンピック         | ローマ(イタリア)             | 1500m | 2位  | 3分38秒4  |
| 1962 | ヨーロッパ陸上選手権 | ベオグラード(ユーゴスラビア) | 1500m | 1位  | 3分40秒9  |
| 1964 | オリンピック         | 東京(日本)                   | 5000m | 4位  | 13分49秒8 |
| 1966 | ヨーロッパ陸上選手権 | ブダペスト(ハンガリー)       | 1500m | 2位  | 3分42秒2  |
| 1966 | ヨーロッパ陸上選手権 | ブダペスト(ハンガリー)       | 5000m | 1位  | 13分42秒8 |